# Lucio Fontana

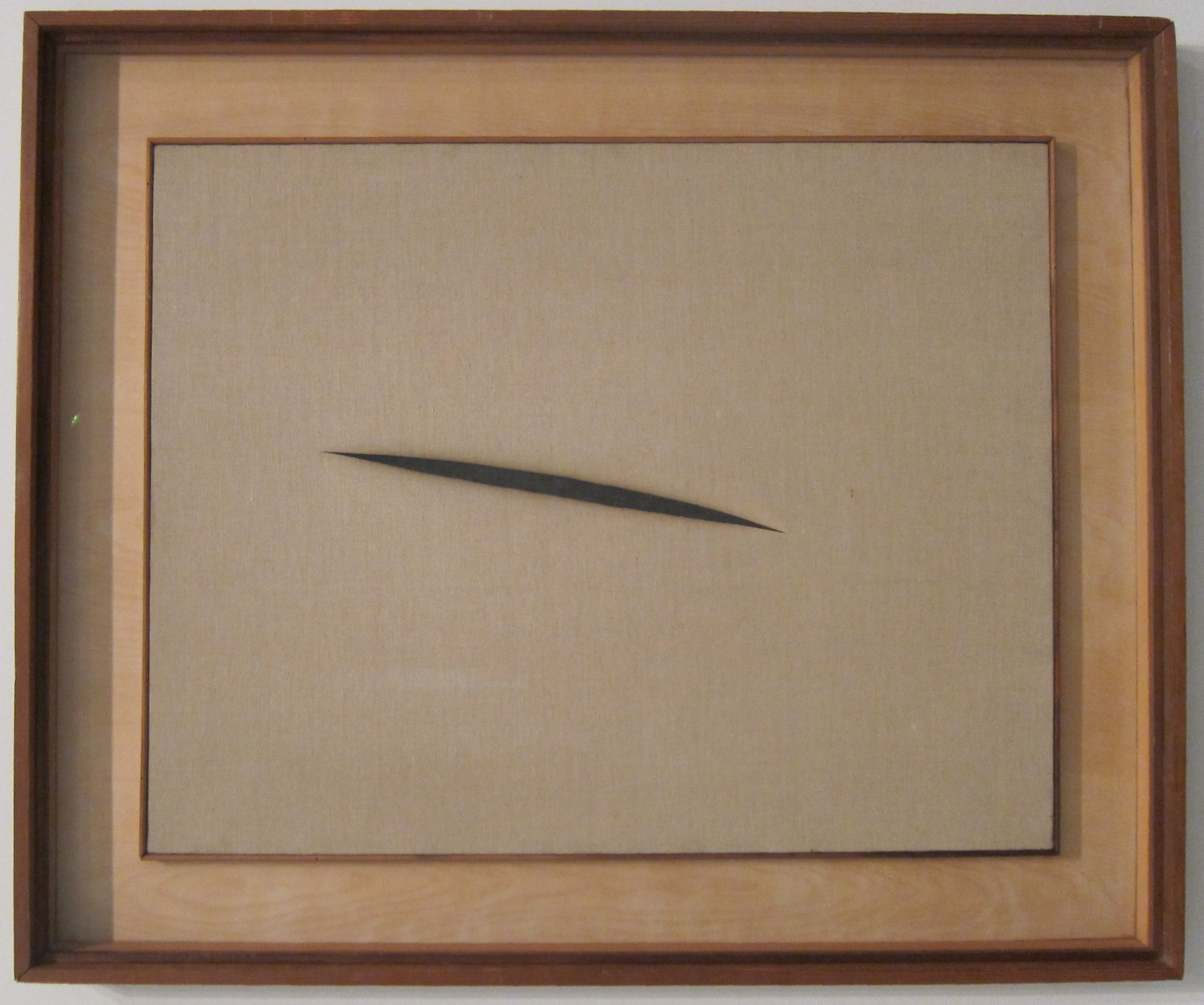
Praca artysty ze zbiorów Tate Modern

Lucio Fontana (ur. 19 lutego 1899 w Rosario, zm. 7 września 1968 w Comabbio pod Varese) – malarz i rzeźbiarz, był synem Włocha i Argentynki (sam Lucio był Włochem, a z pochodzenia Argentyńczykiem).
Fontana spędził najmłodsze lata we Włoszech. W 1905 powrócił do Argentyny, gdzie pozostał do 1922 pracując wraz z ojcem – a w późniejszym czasie samotnie – jako malarz i rzeźbiarz.
W 1928 Fontana wyjechał do Włoch i rozpoczął studia w Academia di Brera w Mediolanie. Tam też w 1930 zorganizował pierwszą we Włoszech wystawę rzeźby abstrakcjonistycznej w galerii del Milione. Kolejnych dziesięć lat artysta poświęcił na podróże po Włoszech i Francji, gdzie zapoznawał się z twórczością abstrakcjonistów i ekspresjonistów.
W 1940 powrócił po raz kolejny do Argentyny, gdzie w 1946 wraz z kilkoma swoimi uczniami założył szkołę Altamira i ogłosił tzw. Biały Manifest (Manifiesto Blanco), gdzie stwierdzono między innymi, że „materia, kolor i dźwięk zespolone w ruchu, a w istocie ich jednoczesny rozwój, są fenomenem i tworzą współczesną sztukę” – tekst ten, stworzony wraz z grupą pisarzy i filozofów, uznawany jest za pierwszy manifest i program spacjalistów. W późniejszym czasie artysta uczestniczył w ogłaszaniu kolejnych manifestów oraz zajmował się piśmiennictwem z zakresu teorii sztuki. Fontana, podobnie jak inni spacjaliści, głosili zerwanie z tradycyjnym malarstwem i rzeźbą- postęp widzieli w tworzeniu przestrzennych dzieł sztuki z użyciem wszystkich dostępnych współczesnemu artyście środków.
Od 1958 Fontana rozpoczyna eksperymenty z formą polegające na tworzeniu obrazów przestrzennych, gdzie przestrzeń uzyskuje się poprzez dziurawienie i cięcie płótna oraz użycie drobnych przedmiotów. Efektem stosowania tej techniki jest cykl Quanta, gdzie dopuszczono także uczestnictwo widzów przy tworzeniu ekspozycji.
Krótko przed śmiercią artysty jego prace zaprezentowano na wystawie "Sztuka Niszczenia- Niszcz, by Tworzyć" (Destruction Art, Destroy to Create) w Finch College Museum of New York. Obecnie prace Fontany stanowią część przeszło stu stałych ekspozycji w muzeach na całym świecie.

## Ważniejsze dzieła
- Czarne otoczenie, 1947 – pokój pomalowany na czarno;
- cykl Concetto Spaziale, po 1950 – płótna z otworami;
- cykl Quanta, po 1959